# Der Aufgang zur Sonne

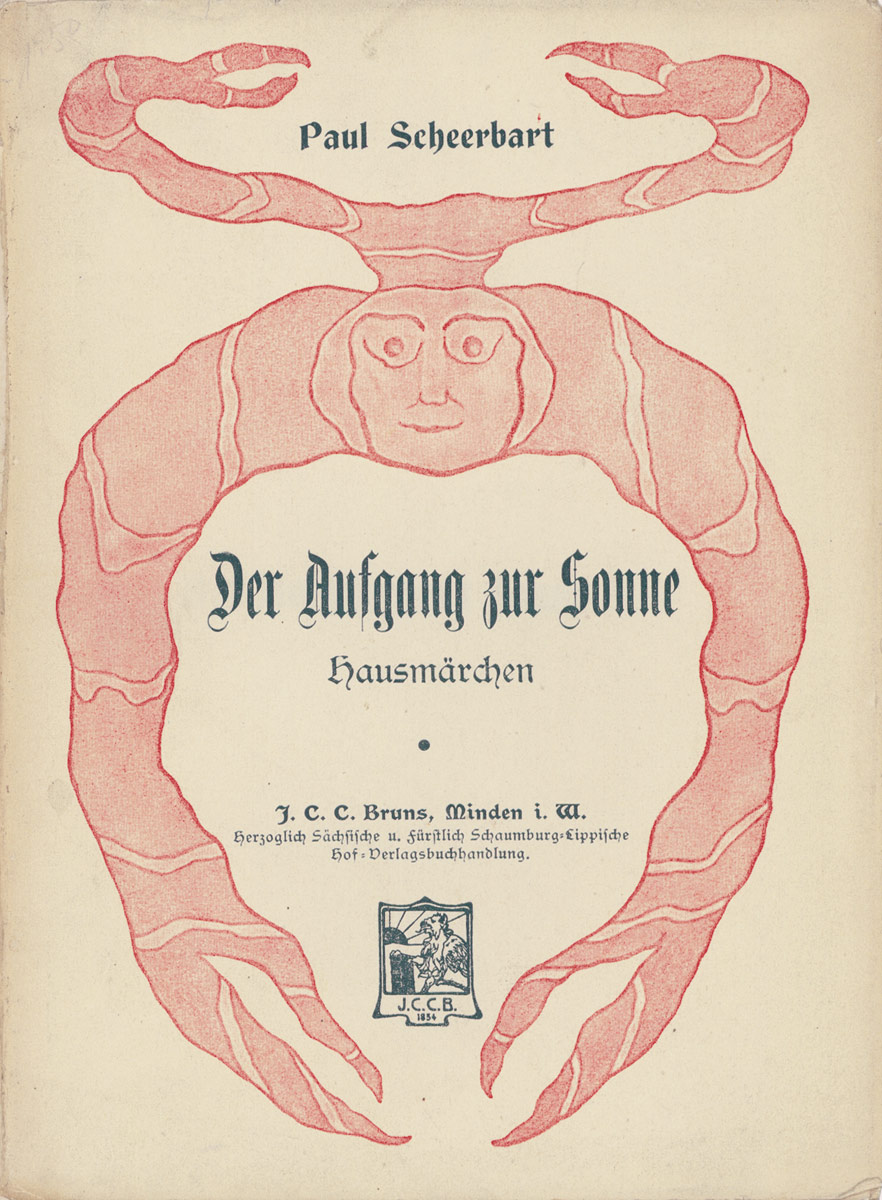
Titelblatt der Erstausgabe

Der Aufgang zur Sonne. Hausmärchen ist eine Märchensammlung von Paul Scheerbart. Sie enthält vier Kunstmärchen Scheerbarts und wurde 1902 im Verlag J.C.C. Bruns in Minden veröffentlicht. Spätere Ausgaben erschienen 1984 im Gustav Kiepenheuer Verlag (mit Illustrationen von Horst Hussel) und 1990 im sechsten Band der Scheerbart-Gesamtausgabe in der Edition Phantasia. Die englische Übersetzung von W. C. Bamberger erschien 2016.

## Inhalt

### Weltglanz. Ein Sonnenmärchen
Der zehnjährige Junge Adam kommt an einem Gasthof namens „Zur Sonne“ vorbei, eine Tür zum Obergeschoss des Hauses ist mit „Aufgang zur Sonne“ beschriftet. Der naive Junge glaubt, durch diese Tür wirklich zur Sonne zu kommen. Einen schwarz gekleideten Dichter, den Adam für den Teufel hält, bittet er, ihn hinaufzuführen. Nach einem phantastischen Aufstieg durch die Wolken erreicht Adam tatsächlich die Sonne: Sie ist ein großer, prunkvoller Palast, in dem jeden Tag Feste gefeiert werden und der Sonnenkönig mit seinem Hofstaat ein prunkvolles Leben führt. Adam möchte am liebsten dortbleiben, muss aber dem König versprechen, nie wieder zurückzuwollen. Als er jedoch durch ein Opernglas auf die Erde hinabsieht, bemerkt er, welche Sorgen sich seine Eltern um ihn machen. Er will zurück und schwebt in einem Ballon mit verbundenen Augen hinab. Er erwacht in seinem Bett, die Eltern und ein Arzt sind um ihn besorgt – die Reise zur Sonne war nur der Fiebertraum eines kranken Kindes. Er erholt sich, als er aber bei einem Spaziergang mit dem Vater sieht, wie der alte Gasthof „Zur Sonne“ abgerissen wird und er kurz danach dem Dichter/Teufel wiederbegegnet, erleidet er einen Rückfall und stirbt bald darauf.

### Seequallen. Ein Seemärchen
Der Zwerg Bellermann lebt mit seinem Sohn Kix in einem Haus auf dem Grund des Meeres zusammen. Bellermann muss mit seinem Freund, dem Zwerg Bullermann, zu einem Kongress reisen. Damit Kix solange zu Hause sicher ist, ruft er die giftigen Seequallen herbei, die Feinde abwehren sollen. Sie sind aber so schön, glänzend und farbenfroh, dass Kix trotz der Warnung des Vaters im Taucheranzug hinausgeht. Als Bellermann zurückkehrt und Kix nicht im Haus antrifft, ist er erschrocken, entdeckt ihn aber dann im Wasser. Kix kehrt ins Haus zurück und Bellermann „drückte ihn so fest an seine Brust, daß er schrie“.

### Das alte Felsenschloß. Ein Tiermärchen
Der König Axular lebt im indischen Dschungel und verbringt so viel Zeit auf der Jagd, dass er schon unzählige Tiere getötet hat und alle Tiere sich vor ihm fürchten. Axular hat zwei Kinder, Buxo und Makka, die zu Tieren sehr gut sind und von ihrem Vater sehr geliebt werden. Im „Felsenpalast“ beraten die Tiere, wie Axular für seine Grausamkeit bestraft werden kann und entführen die Kinder. Als die Generalversammlung der Tiere debattiert, was mit den Kindern geschehen soll, bittet Buxo, ihn und seine Schwester am Leben zu lassen, da sie immer gut zu den Tieren waren. Sie wollen bei den Tieren im Felsenpalast bleiben, und der König, der seit ihrer Entführung kein Tier mehr getötet hatte, sei dadurch genug gestraft. So wird es beschlossen, und die Kinder wachsen als Prinz und Prinzessin der Tiere auf.

### Die neue Maschine. Ein Sturmmärchen
Auf den Wunsch einer guten Fee baut der alte Zwerg Napari eine Maschine, mit der wundersame Pillen hergestellt werden sollen. Diese Pillen sollen die Menschen beruhigen, damit sie endlich ihr Leben genießen können, und so die Menschheit retten. Die Maschine muss unbedingt bis Jahresende fertig werden. Es ist aber schon zwei Tage vor Silvester, und weil draußen ein Sturm tobt, kann sich Napari nicht auf seine Arbeit konzentrieren. Naparis Frau Knubbel versucht ihn zu beruhigen und gibt zu Bedenken, dass die Menschen dies sowieso nicht verdient hätten. Am Silvestertag haut Napari vor Wut die Maschine kurz und klein. Die enttäuschte Fee sagt, dass die Menschen nun wieder viele Jahre auf ihre Rettung warten müssen. Der Sturm hat sich nun endlich gelegt und Napari und Knubbel genießen ihren ruhigen Silvesterabend.

## Stil
Eine Gemeinsamkeit der vier Geschichten ist ihr sehr farbenreicher, ausschmückender Erzählstil. Die Geschichte Sonnenglanz unterscheidet sich von den anderen einerseits durch ihr trauriges Ende, andererseits dadurch, dass die beschriebene Reise zur Sonne letztendlich als Fiebertraum „entlarvt“ und damit an die reale Welt zurückgebunden wird. In den anderen Geschichten werden hingegen reine Phantasiewelten beschrieben, die mit typischen Märchenfiguren wie Zwergen, Feen und sprechenden Tieren bevölkert sind.